# Distrikt Obas
Der Distrikt Obas liegt in der Provinz Yarowilca in der Region Huánuco in Westzentral-Peru. Der Distrikt wurde am 2. Januar 1857 gegründet. Er besitzt eine Fläche von 124 km². Beim Zensus 2017 wurden 4122 Einwohner gezählt. Im Jahr 1993 lag die Einwohnerzahl bei 7029, im Jahr 2007 bei 5967. Sitz der Distriktverwaltung ist die 3526 m hoch gelegene Ortschaft Obas mit 1086 Einwohnern (Stand 2017). Obas befindet sich 9,5 km nordwestlich der Provinzhauptstadt Chavinillo.

## Geographische Lage
Der Distrikt Obas befindet sich in den Anden größtenteils am Westufer des nach Norden fließenden Río Marañón im Westen der Provinz Yarowilca.
Der Distrikt Obas grenzt im Südwesten an die Distrikte Rondos (Provinz Lauricocha), La Unión und Sillapata (die letzten beiden in der Provinz Dos de Mayo), im Nordwesten an den Distrikt Pampamarca, im Nordosten an den Distrikt Aparicio Pomares sowie im Südosten an die Distrikte Chavinillo und Cáhuac.

## Ortschaften
Im Distrikt gibt es neben dem Hauptort folgende größere Ortschaften:
- Cochamarca
- Colquillas (266 Einwohner)
- Vilcabamba
- Villa de Manta (211 Einwohner)